# Lycenchelys callista
Lycenchelys callista är en fiskart som beskrevs av Anderson, 1995. Lycenchelys callista ingår i släktet Lycenchelys och familjen tånglakefiskar. Inga underarter finns listade i Catalogue of Life.